# Nemonychidae
Famille
Les Nemonychidae sont une famille de coléoptère cucujiforme.

## Liste des sous-familles et genres
Selon Catalogue of Life (1 septembre 2014) :
- genre Cimberis
- genre Diodyrhynchus
- genre Doedycorrhynchus
- genre Doydirhynchus
- genre Listrorhinus
- genre Nematonyx
- genre Nemonyx
- genre Rhinorrhynchus
- genre Rhynchitomacer

Selon ITIS (1 septembre 2014) :
- sous-famille Doydirhynchinae Pierce, 1916
- sous-famille Nemonychinae Bedel, 1882
- sous-famille Rhinorhynchinae Voss, 1922

Selon NCBI (1 septembre 2014) :
- genre Basiliorhinus
- genre Cimberis
  - Cimberis attelaboides
  - Cimberis pilosa
- genre Doydirhynchus
  - Doydirhynchus austriacus
- genre Libanorhinus
  - Libanorhinus succinus
- genre Mecomacer
- genre Rhynchitomacerinus
  - Rhynchitomacerinus kuscheli

Selon Paleobiology Database (1 septembre 2014) :
- genre Auletomacer
- sous-famille Brenthorrhininae
- sous-famille Cimberidinae
- sous-famille Cretonemonychinae
- sous-famille Distenorrhininae
- sous-famille Doydirhynchinae
- sous-famille Eccoptarthrinae
- sous-famille Eobelinae
- sous-famille Metrioxenoidinae
- sous-famille Nemonychinae
- sous-famille Paleocartinae
- sous-famille Rhinorhynchinae
- sous-famille Selengarhynchinae
- sous-famille Slonikinae  † (genre éteint)